# Стшелец Гурка (Станиславів)
«Стшелец Гурка» (офіційна назва Клуб Спортивний «Стшелец Гурка» Станиславів, пол. Klub Sportowy "Strzelec Górka" Stanisławów)  — польський футбольний клуб з міста Станиславів (тепер Івано-Франківськ). Чемпіон та кількаразовий призер Станиславівської окружної ліги.

## Історія
Колишні назви:
- 1922—1934: СКС «Гурка» Станиславів (пол. SKS [Sokolski Klub Sportowy] "Górka" Stanisławów)
- 1934—1939: КС «Стшелец Гурка» Станиславів (пол. KS [Klub Sportowy] "Strzelec Górka" Stanisławów)

Спортивний клуб «Гурка» (Станиславів) веде свої витоки з травня 1922 року. В ту пору за ініціативи Станіслава Волошина в одній з дільниць міста під назвою Гірка (польською —  Гурка) оформилося «Товариство друзів учнівської молоді». На початку своєї діяльності воно ставило перед собою широкі завдання з духовного виховання місцевої молоді. Члени організації за кошти, отримані з різних субсидій, з часом звели своїми руками будинок, який пізніше став офісом спортивного клубу. Згодом товариство розпочало активну роботу в справі фізичного виховання підлітків і трансформувалося в Сокільський Спортивний Клуб «Гурка» (СКС «Гурка»).
Перша згадка про футбольну команду «Гурка» з'явилася в місцевій пресі в травні 1927 року. Того року клуб переможно дебютував у регіональному чемпіонаті в класі «С», здобувши за його підсумками путівку до класу «В». А в змаганнях за Кубок Станиславова команда посіла 3-є місце, вслід за більш досвідченими «Реверою» та «Станиславовією».
22 лютого 1934 року СКС «Гурка» було реорганізовано в спортивний клуб «Стшелец Гурка», що дало можливість колективу отримати урядову фінансову підтримку в рамках програми фізичної підготовки місцевої молоді до проходження майбутньої військової служби. З цього часу клуб «Стшелец Гурка» незмінно входив до числа найсильніших колективів у Станиславівському воєводстві. У 1934 році відразу після створення Станиславівської футбольної окружної ліги команда дебютувала в лігових змаганнях класу «А» і стала їх віце-чемпіоном. 12 липня 1936 року в Калуші в матчі плей-офф за титул чемпіона округи клуб зазнав поразки від стрийської «Погоні» — 0:4 (0:3). У наступному сезоні 1936/37 футболісти з Гірки знову зупинилися за крок від звитяги в чемпіонаті Станиславівської футбольної окружної ліги. В поєдинку плей-офф за титул чемпіона 17 червня 1937 року вони поступилися тепер вже землякам з «Ревери» — 0:2 (0:0). І тільки в чемпіонаті сезону 1939/38 клубові нарешті вдалося відсвяткувати свою єдину перемогу в першості Станіславівщини.
Цей локальний успіх дозволив футболістам «Стшелец Гурка» позмагатися в 1939 році у відбірковому турнірі за право грати в Польській лізі. У цих змаганнях станиславівці зустрілися з чемпіоном Львівського футбольного округу дрогобицьким «Юнаком» (0:4; 1:6), чемпіоном Люблінського футбольного округу люблінською «Унією» (0:3; 1:5) та переможцем Волинського футбольного округу луцьким ПКС (3:2, 2:2). В підсумку станиславівський клуб посів 3-є місце у південно-східній групі.
У вересні 1939 року, коли почалася Друга світова війна, діяльність клубу була припинена. 1940 року на базі колишньої польської команди з Гірки було організовано новий радянський футбольний клуб «Локомотив» (Станіслав).

## Титули та досягнення
Чемпіонат Станиславівського окружного футбольного союзу
- чемпіон (1): 1938/39
- віце-чемпіон (4): 1934, 1935, 1936, 1936/37